# Mamestra fuscolimbata
Mamestra fuscolimbata là một loài bướm đêm trong họ Noctuidae.